# Косова (1932 – 1933)
„Косова“ (на албански: Kosova) е вестник, излизал в 1932 – 1933 година в Кюстенджа, Румъния.
Вестникът започва да излиза на 25 май 1932 година в Кюстенджа под редакцията на Герг Бубани, албанец от Корча, емигрирал в Румъния през 1920 година. Печатан е в местната печатница „Албания“ (1912 - 1948), собственост на Михаил Дзодзе от Негован (Егейска Македония).
Изданието съдържа 4 страници на албански, румънски и френски. Освен Бубани, други спомосъществуватели на вестника са Димитер Паско, Али Аслани, Кристо Лаураси, М. Погаче, Селами Чела, всички използващи псевдоними.
През 1933 година е добавена към вестника сатирично-литературната притурка „Брумбули“ („Торен бръмбар“).
Един брой през 1933 година излиза на 16, а друг на 18 страници. Последният брой е от 11 юли 1933 година.
Политическата мисия на вестника, както е записано на заглавната му страница, е отстояване на:
- право на самоопределение за окупираните райони (Косово-Чамерия);
- автономия на Македония, базирана на кантони, с всички принципи на Швейцария, където всички македонци (албанци, армъни, българи, турци и гърци) имат свои свободни кантони;
- консолидация на нашата (албанска) независимост, радикализация на социалните реформи, и изчистване на конституционните права
- сближаване на съдружието на 3-те темела на албанската нация, които са албанците от свободна Албания, албанците в окупирана Албания и албанците от колониите.